# Давидеску, Давид
Давид Давидеску (рум. David Davidescu; 16 сентября 1916, Судиц, Яломицкий уезд, Румыния — 11 ноября 2004, Бухарест, Румыния) — румынский агрохимик.

## Биография
Родился 16 сентября 1916 года в Судице. Вскоре после рождения переехал в Бухарест, где спустя годы поступил в Политехническую школу на агрохимический факультет. После её окончания устроился на работу в НИИ агрохимии, затем в 1956 году устроился на работу в Агрохимический институт, где вплоть до 1959 года занимал должность проректора. В 1959 году был избран ректором данного института.
Скончался 11 ноября 2004 года в Бухаресте.

## Научные деятельность
Основные научные работы посвящены агрономии. Принимал активное участие в разработке проблем химизации и интенсификации сельского хозяйства Румынии.

## Членство в обществах
- 1969—2004 — Член Румынской академии сельскохозяйственных и лесных наук.
- 1969—2004 — Член Румынской АН.
- 1970—92 — Иностранный член ВАСХНИЛ.
- Член многих других научных обществ.